# Pyrus

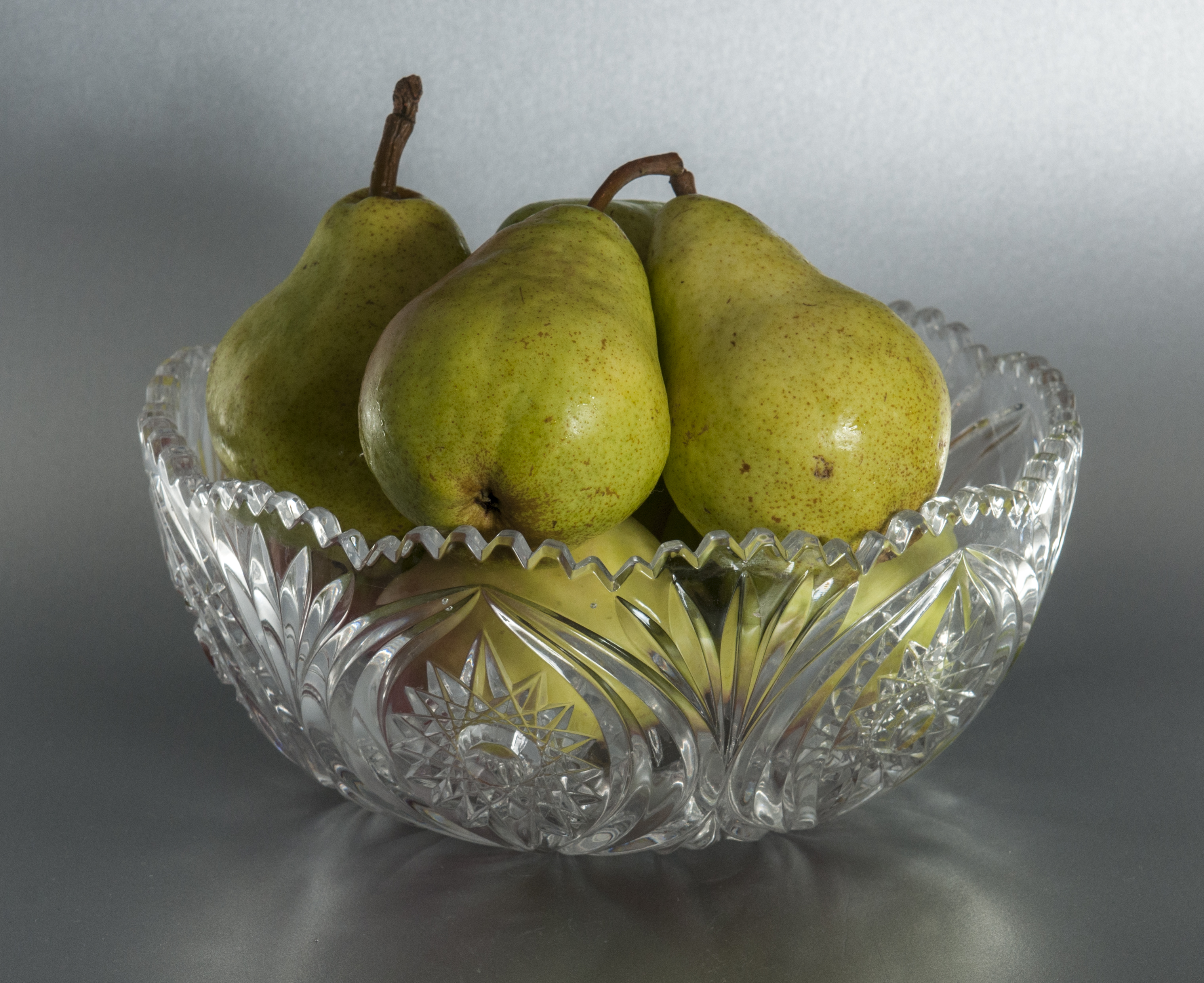
Pyrus

El gènere Pyrus inclou una sèrie d'espècies vegetals de les quals força reben la denominació comuna de perera és un arbre de la família Rosaceae i del gènere Pyrus alguns d'ells són conreats pel seu fruit. El nom científic de la planta europea conreada és Pyrus communis. La perera nashi (asiàtica) rep el nom de Pyrus pyrifolia. El seu origen es troba en les regions temperades del Vell Món des de l'oest d'Europa i nord d'Àfrica a l'Àsia. Als Països Catalans apareixen assilvestrades les espècies Pyrus communis (perera borda, salvifolia) i Pyrus spinosa (perelloner)
Són arbres de mida mitjana, poden arribar a fer fins a 17 metres d'alçada. El port de l'arbre sense intervenció de l'esporga és piramidal. Les fulles són alternades, simples, de 2 a 12 cm de llarg, són caducifolis encara que hi ha dues espècies asiàtiques del gènere Pyrus que tenen les fulles persistents. Les flors són blanques, amb cinc pètals, fruit en pom de dimensions i forma variables.

## Taxonomia
El gènere Pyrus inclou una trentena d'espècies, entre ells: 
- Pyrus amygdaliformis - perelloner de fulla estreta[1]
- Pyrus austriaca[2]
- Pyrus balansae[3]
- Pyrus betulifolia[4]
- Pyrus bourgaeana[5]
- Pyrus bretschneideri[6]
- Pyrus calleryana[7]
- Pyrus caucasica[8]
- Pyrus communis - perera, perer.[9]
- Pyrus communis L. subsp. salvifolia (DC.) Gams. - perera borda.[10]
- Pyrus cordata.[11]
- Pyrus cossonii - perera algeriana.[12]
- Pyrus elaeagrifolia.[13]
- Pyrus fauriei.[14]
- Pyrus kawakamii.[15]
- Pyrus korshinskyi.[16]
- Pyrus lindleyi.[17]
- Pyrus nivalis.[18]
- Pyrus pashia.[19]
- Pyrus persica.[20]
- Pyrus phaeocarpa.[21]
- Pyrus pyraster - perelloner muntanyenc.[22]
- Pyrus pyrifolia - naxi, perera xinesa.[23]
- Pyrus regelii.[24]
- Pyrus salicifolia
- Pyrus salvifolia
- Pyrus serrulata
- Pyrus tadshikistanica - perera del Tajikistan
- Pyrus spinosa - perelloner, perera borda
- Pyrus syriaca
- Pyrus ussuriensis
- Pyrus xerophila

## Usos

### Alimentació

#### Receptes
- Oca amb peres.[26]
- Peres al vi.[27]
- Peres en conserva.[28]
- Tarta de pera.[29]
- Confitura de pera.[30]

### Fusta
- Densitat 0.72. Fusta dura, estable i tenaç. Difícil d'assecar. Tendència a crivellar-se.[31]
- Estabilitat.[32]
- Tintada de negre s'usa per a substiuir la fusta de banús.[33] També era freqüent per a fer marcs de teles per a pintar.[34]
- Planxes per a gravar.[35][36]
- Instruments musicals i altres.[37]